# Ungdom mot rasism
Ungdom Mot Rasism (UMR) är ett riksförbund för ett mer antirasistiskt Sverige. Förbundet organiserar barn och unga i kampen mot rasism. Ungdom Mot Rasism har funnits sedan 1996 och verkar idag i flera orter runtom i Sverige. Dess förbundsordförande är Jorge María Londoño.

## Verksamhet
Ungdom Mot Rasism har verksamhet på olika orter i Sverige. Förbundet organiserar sig genom lokala sammanslutningar av unga antirasistiska aktivister. Lokalgrupperna organiserar bland annat studiecirklar i antirasism, svenskhet, vithet, postkolonialism och organisering. Utöver utbildningsverksamheten anordnar även Ungdom Mot Rasism demonstrationer och manifestationer, fackeltåg, föreläsningar och konferenser.  

### Förbundets ledning
Förbundsordföranden genom tiderna har varit 
- 1996–1998: Syrene Hägelmark
- 2000–2004: Pedram Kouchakpour
- 2004–2006: Rafif Makboul
- 2006–2008: Hanna Sandqvist
- 2008–2011: Ola Karlman
- 2011–2013: Anton Landehag
- 2013–2016: Isabella Andersson
- 2018– (tills vidare): Jorge María Londoño

## Bidrag
Organisationen fick bidrag ifrån Myndigheten för ungdoms- och civilsamhällesfrågor (MUCF):
| År                       | Totalt    | 2016      | 2015      | 2014      | 2013      | 2012    | 2011      |
| Organisationsbidrag MUCF | 7 709 538 | 1 295 623 | 1 394 415 | 1 447 196 | 1 511 239 | 531 109 | 1 529 956 |
| Projektbidrag MUCF       | 2 081 778 |           |           |           |           | 697 000 | 1 384 778 |